# РТ-2
РТ-2 (Индекс комплекса/ракеты — 15П098/8К98, обозначение по договору СНВ РС-12, по классификации НАТО — SS-13 mod.1 Savage (рус. Дикий)) — советская межконтинентальная баллистическая ракета состоявшая на вооружении РВСН с 1969 года по 1994 год. 
Это первая советская серийная твердотопливная МБР, дальнейшее развитие РТ-1. Головной разработчик — ОКБ-1. Принята на вооружение ВС Союза ССР в 1968 году. В 1972 году на вооружение был принят комплекс РТ-2П (индекс 8К98П, код СНВ РС-12, по классификации НАТО — SS-13 mod.2 Savage) с улучшенными ТТХ.

## История разработки

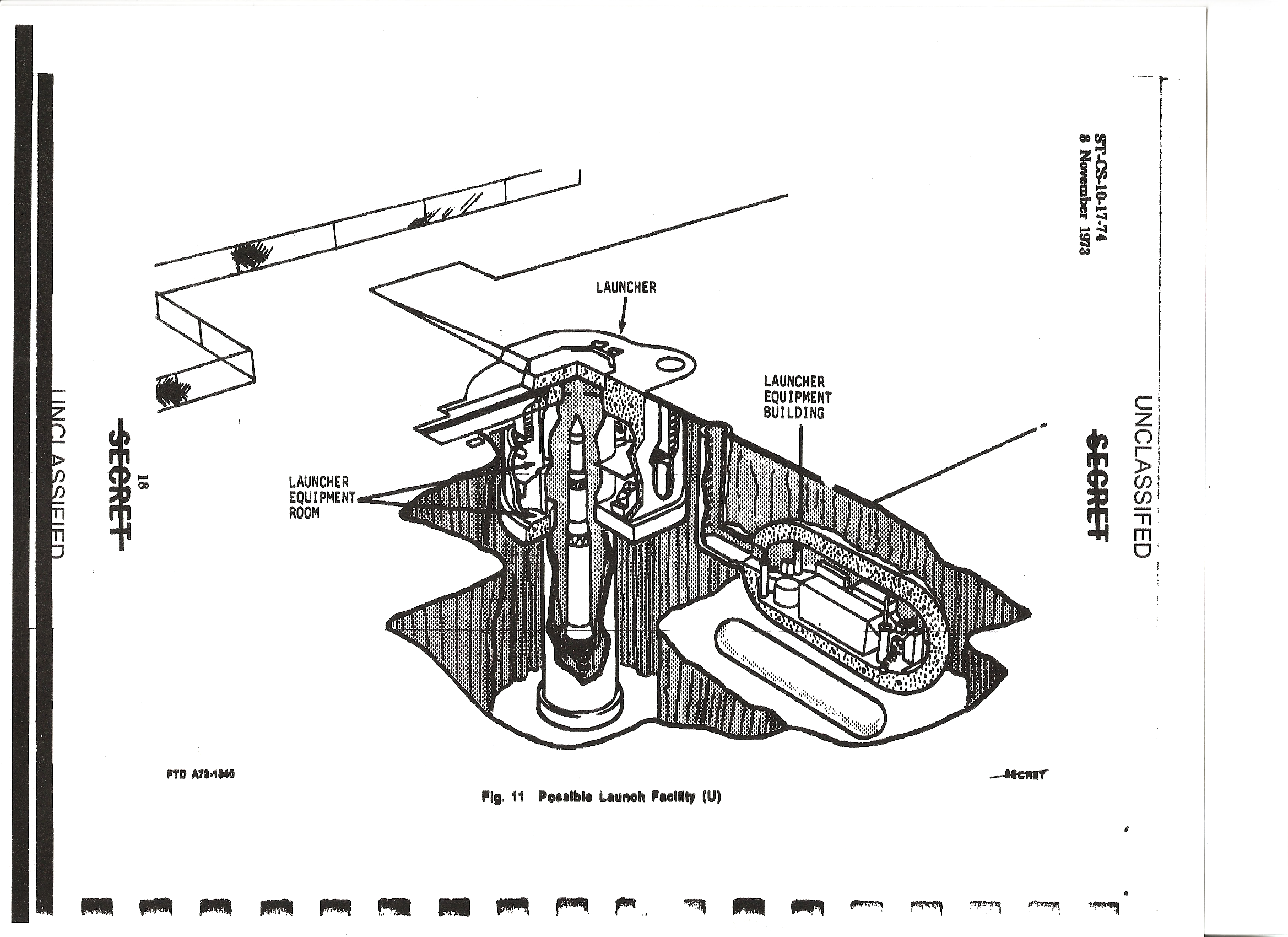
Американские разведывательные данные по комплексу: схема размещения ракеты и оборудования в пусковой шахте (8 ноября 1973 г.)

Разработка твердотопливной ракеты с дальностью действия 10—12 тысяч километров началась в 1959 году, согласно Постановлению ЦК КПСС и СМ СССР от 20 ноября 1959 года № 1291—570. Разработку можно разделить на два этапа. На первом этапе была создана ракета РТ-1 с дальностью действия 2500—3000 км. РТ-1 не была принята на вооружение. При стартовой массе 35,5 тонн и БЧ 800 кг ракета имела ограниченную дальность действия — 2000 км, что сравнимо с дальностью более легкой ракеты Р-12.
Разработка ракеты РТ-2 была в основном закончена в 1963 году. Опытные пуски были проведены в два этапа с февраля 1966 года до ноября 1968 года. В процессе первого этапа лётных испытаний было произведено 7 успешных запусков с полигона Капустин Яр. Ракеты во время испытаний запускались из шахт. Во время второго этапа испытаний, который проходил с 3 октября 1966 года по 4 ноября 1968 года на полигоне Плесецк, из 25 запусков 16 были успешными. Было произведено 4 пуска на максимальную дальность, с падением ГЧ в заданный район Тихого океана.
Ракета начала поступать на вооружение РВСН с декабря 1968 года. К концу 1972 года развёртывание дивизионов на основе РТ-2 первой модификации было завершено.
Разработка модернизированной версии РТ-2П началась в 1968 году. Усовершенствования включали в себя более совершенную систему управления, комплекс защиты от средств противоракетной обороны, более мощную ГЧ. Модифицированный комплекс, получивший обозначение РТ-2П, начал поступать на вооружение РВСН с 1972 года.

## Тактико-технические характеристики
- Количество ступеней: 3
- Длина: 21,1—21,2 м (РТ-2П — 21,1—21,35)
- Диаметр:
  - 1-я ступень — 1,84 м
  - 2-я ступень — 1,5 м
  - 3-я ступень — 1 м
- Масса: 51 000 кг
- Дальность: 9400—9500 км
- Забрасываемый вес: 600 кг
- Головная часть: моноблочная, термоядерная
  - Мощность заряда — 750 Кт
  - Масса ГЧ — 470 кг
- ДУ
  - Топливо — твёрдое смесевое
  - Масса топлива — 43,9 т
  - Тяга:
    - 1-я ступень — 92 тс
    - 2-я ступень — 44 тс
    - 3-я ступень — 22 тс

  - Удельный импульс (ур. моря/вакуум) — 2587/2705 м/с (1-я ступень)
- Базирование: ШПУ, отдельные старты
- Время подготовки к пуску: 3—5 минут
- Гарантийный срок: 10 лет (РТ-2П продлялся до 15 лет)

## Сравнительная характеристика
| Общие сведения и основные тактико-технические характеристики советских баллистических ракет второго поколения                                                                                  | Общие сведения и основные тактико-технические характеристики советских баллистических ракет второго поколения | Общие сведения и основные тактико-технические характеристики советских баллистических ракет второго поколения | Общие сведения и основные тактико-технические характеристики советских баллистических ракет второго поколения | Общие сведения и основные тактико-технические характеристики советских баллистических ракет второго поколения | Общие сведения и основные тактико-технические характеристики советских баллистических ракет второго поколения | Общие сведения и основные тактико-технические характеристики советских баллистических ракет второго поколения |
| Наименование ракеты | Р-36 | Р-36орб | УР-100 | УР-100К | РТ-2 | «Темп-2С» |
| Конструкторское бюро | КБ «Южное» | КБ «Южное» | НПО «Машиностроения»                                                                                          | НПО «Машиностроения»                                                                                          | ОКБ-1 | МИТ |
| --- | --- | --- | --- | --- | --- | --- |
| Генеральный конструктор | М. К. Янгель                                                                                                  | М. К. Янгель                                                                                                  | В. Н. Челомей                                                                                                 | В. Н. Челомей                                                                                                 | С. П. Королёв, И. Н. Садовский                                                                                | А. Д. Надирадзе                                                                                               |
| Организация-разработчик ЯБП и главный конструктор | Всесоюзный научно-исследовательский институт экспериментальной физики, С. Г. Кочарянц                         | Всесоюзный научно-исследовательский институт экспериментальной физики, С. Г. Кочарянц                         | Всесоюзный научно-исследовательский институт экспериментальной физики, С. Г. Кочарянц                         | Всесоюзный научно-исследовательский институт экспериментальной физики, С. Г. Кочарянц                         | Всесоюзный научно-исследовательский институт экспериментальной физики, С. Г. Кочарянц                         | Всесоюзный научно-исследовательский институт экспериментальной физики, С. Г. Кочарянц                         |
| Организация-разработчик заряда и главный конструктор | Всесоюзный научно-исследовательский институт экспериментальной физики, Е. А. Негин                            | Всесоюзный научно-исследовательский институт экспериментальной физики, Е. А. Негин                            | Всесоюзный научно-исследовательский институт экспериментальной физики, Е. А. Негин                            | Всесоюзный научно-исследовательский институт экспериментальной физики, Е. А. Негин                            | Всесоюзный научно-исследовательский институт экспериментальной физики, Е. А. Негин                            | Всесоюзный научно-исследовательский институт экспериментальной физики, Е. А. Негин                            |
| Начало разработки | 16.04.1962 | 1963 | 30.03.1963 | 1965 | 04.04.1961 | 10.07.1969 |
| Начало испытаний | 28.09.1963 | 12.1965 | 19.04.1965 | 07.1969 | 02.1966 | 14.03.1972 |
| Дата принятия на вооружение | 21.07.1967 | 19.11.1968 | 21.07.1967 | 28.12.1972 | 18.12.1968 | |
| Год постановки на боевое дежурство первого комплекса | 05.11.1966 | 25.08.1969 | 24.11.1966 | 01.03.1970 | 08.12.1971 | 21.02.1976 |
| Максимальное количество ракет, стоявших на вооружении | 288 | 18 | 950 | 420 | 60 | 42 |
| Год снятия с боевого дежурства последнего комплекса | 1979 | 1983 | 1987 | 1984 | 1994 | 1981 |
| Максимальная дальность, км | 10 200 — тяжёлая ГЧ; 15 200 — лёгкая ГЧ                                                                       | неограниченная                                                                                                | 10600 | 10600—12000                                                                                                   | 9400 | 10500 |
| Стартовая масса, т | 183,9 | 180,0 | 42,3 | 50,1 | 51,0 | 37,0 |
| Масса полезной нагрузки, кг | 3950—5825 | 1700 | 760—1500 | 1200 | 600 | 940 |
| Весовая отдача, % | 2,15—3,17 | 0,94 | 1,8—3,55 | 2,4 | 1,18 | 2,54 |
| Материальная полезность, 10⁻⁴/т | 1,17—1,72 | 0,52 | 4,25—8,38 | 4,78 | 2,3 | 6,87 |
| Длина ракеты, м | 31,7 | 32,6 | 16,7 | 18,9 | 21,2 | 18,5 |
| Максимальный диаметр, м | 3,0 | 3,0 | 2,0 | 2,0 | 1,84 | 1,79 |
| Тип головной части | моноблочная или разделяющаяся                                                                                 | моноблочная                                                                                                   | моноблочная                                                                                                   | моноблочная или разделяющаяся                                                                                 | моноблочная                                                                                                   | моноблочная                                                                                                   |
| Количество и мощность боевых блоков, Мт | 1×10; 3×2+3                                                                                                   | 5 | 1×1,1 | 1×1,3; 3×0,35                                                                                                 | 1×0,75 | 1×0,65+1,5 |
| Стоимость серийного выстрела, тыс. руб. | 9570 | | 3000 | 2950 | | |
| Источник информации: Оружие ракетно-ядерного удара. / Под ред. Ю. А. Яшина. — М.: Издательство МГТУ им. Н. Э. Баумана, 2009. — С. 24–25 — 492 с. — Тираж 1 тыс. экз. — ISBN 978-5-7038-3250-9. | | | | | | |

## Сохранившиеся экземпляры
Ракета 8К98 представлена:

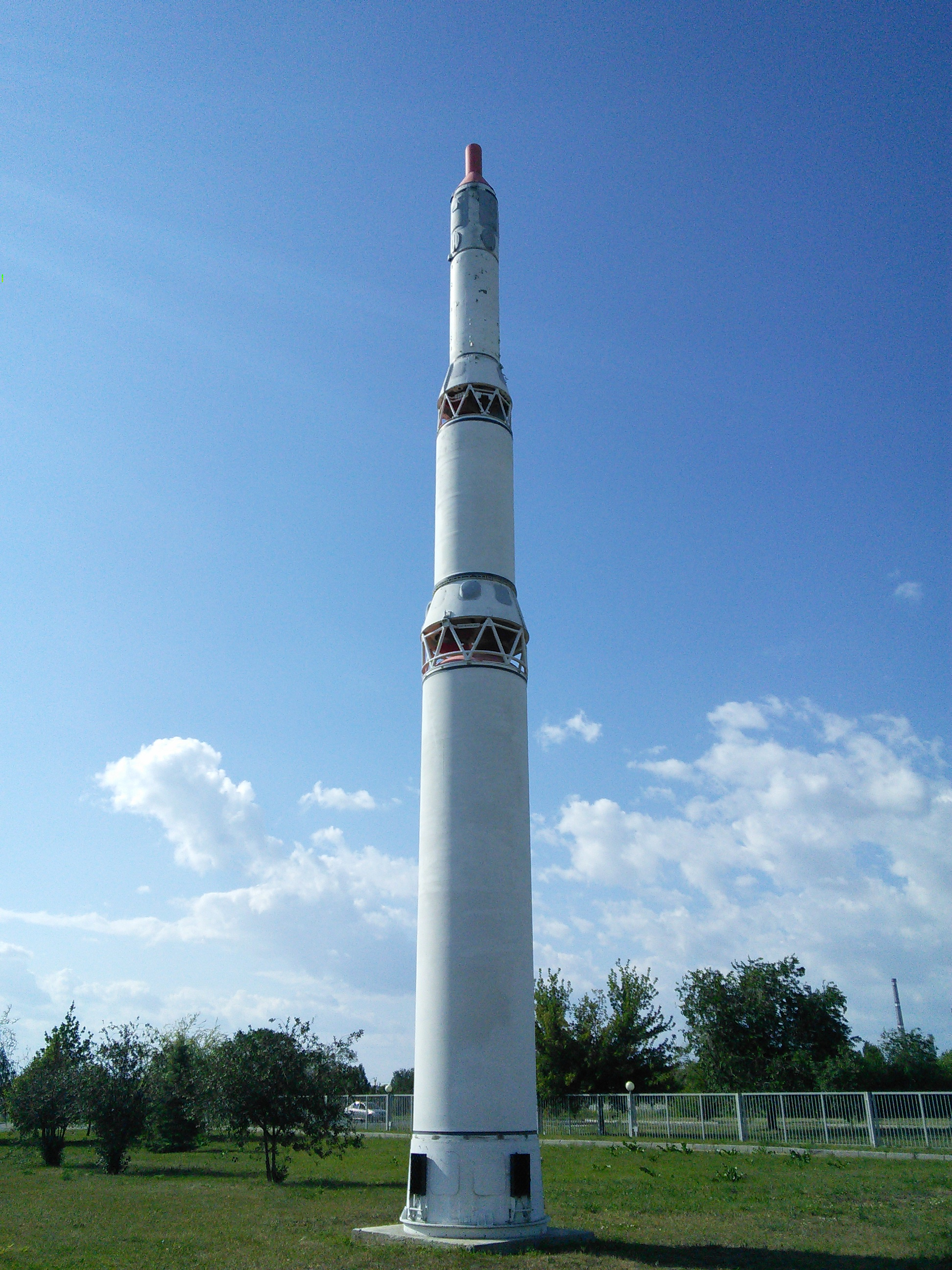
Межконтинентальная баллистическая ракета РТ-2П в техническом музее г. Тольятти

- В филиале Центрального музея РВСН в Учебном центре Военной академии РВСН им. Петра Великого в Балабанове Калужской области[10].
- На открытой площадке музея ОАО «Мотовилихинские заводы» в г. Пермь.
- Перед заводоуправлением НПО "Искра" в г. Пермь.
- На открытой площадке паркового комплекса истории техники имени К. Г. Сахарова в г. Тольятти (РТ-2П).

### Русскоязычные ресурсы
- Боевой ракетный комплекс 15П098 с МБР 8К98
- Гудилин В. Е., Слабкий Л. И. Глава 2, Межконтинентальные ракеты с двигателями на твердом топливе (РТ-1, РТ-2) // Ракетно-космические системы (История. Развитие. Перспективы). — М., 1996. — 326 с.
- РКК Энергия — Ракета РТ-2П
- Роль ОКБ-1 и С. П. Королёва в создании первых отечественных стратегических ракет на твердом топливе

### Иноязычные ресурсы
- RT-2 — SS-13 SAVAGE (англ.)